# Краловець (мем)
У 2022 році в мережі з'явився сатиричний мем, згідно з яким Чехія анексувала Калінінградську область Росії. Ця нова чеська провінція називалася б Краловецький край (чеська: Královecký kraj).

## Історія
22 вересня на нідерландському телебаченні ведучий програми «Вечірнє шоу з Ар'єном Любахом» заявив, що Росія — це «нідерландські історичні землі», та запропонував референдум про приєднання РФ до Нідерландів у статусі провінції. Аргументація полягає в тому, що мати короля Нідерландів Віллема-Олександра є прапраправнучкою російського імператора Павла I. До того ж донька Володимира Путіна проживає в Південній Голландії.
Згодом в польському сегменті інтернету з'явилась мапа з пропозицією розділення Калінінградської області між Польщею та Чехією.
27 вересня чеський сатиричний вебсайт AZ247.cz звернувся до Чехії з проханням відправити солдатів до Калінінградської області, провести референдум про анексію, за який проголосували б 98 % населення і зробити регіон офіційною частиною Чехії, отримавши таким чином вихід до моря. 
Це було зроблено у відповідь на псевдореферендуми про анексію окупованих територій України.
Різні офіційні особи, зокрема Томаш Здеховський (депутат Європарламенту від Чехії), Яна Чернохова (міністр оборони Чехії), Зузана Чапутова (президент Словаччини) та посольство США у Празі приєдналися до тролінгу у Twitter.
Було також створено туристичну сторінку Краловця та оголошено будівництво «Пивного потоку-1» та «Пивного потоку-2» (аналогія з російськими «Північними потоками») з Чехії.
10 жовтня 2022 року кілька сотень людей взяли участь в імітаційному референдумі щодо анексії регіону перед посольством Росії в Празі.

## Реальне підґрунтя
Сатира заснована на тому факті, що місто Калінінград було названо Кенігсбергом (нім. «Королівський пагорб», чеськ. Královec, від král, «король») при його заснуванні на честь короля Богемії Оттокара II, який був присутній на першому хрестовому поході у регіон. Переважно німецькі хрестоносці робили це з гордості через те, що супроводжували таку важливу особу, як король, який до того ж був шанованою людиною в Німеччині, оскільки його мати належала до відомого дворянського роду Гогенштауфенів.

## Реальні наслідки
9 травня 2023 року Комісія зі стандартизації географічних назв за межами Польщі опублікувала рішення, згідно з яким замість «Калінінград» потрібно використовувати назву «Крулевець» (пол. Królewiec).